# Grimaucourt-près-Sampigny
Grimaucourt-près-Sampigny ist eine französische Gemeinde mit 93 Einwohnern (Stand 1. Januar 2022) im Département Meuse in der Region Grand Est (bis 2015 Lothringen). Sie liegt im Kanton Commercy im Arrondissement Commercy.

## Geografie
Die Gemeinde liegt zehn Kilometer nordwestlich von Commercy und drei Kilometer südwestlich von Sampigny.

## Bevölkerungsentwicklung
| Jahr      | 1962 | 1968 | 1975 | 1982 | 1990 | 1999 | 2010 | 2019 |
| Einwohner | 88   | 68   | 63   | 57   | 78   | 90   | 102  | 78   |

## Sehenswürdigkeiten
- Kirche Exaltation Sainte Croix